# Harlem (Georgia)
Harlem è un comune (city) degli Stati Uniti d'America nella contea di Columbia nello Stato della Georgia. Fa parte dell'area metropolitana di Augusta.
È il luogo natale dell'attore e comico Oliver Hardy, noto in Italia come Ollio.